# Тоутоваї червоноволий
Тоутоваї червоноволий (Petroica boodang) — вид горобцеподібних птахів родини тоутоваєвих (Petroicidae). Ендемік Австралії.

## Таксономія
Довгий час червоноволого тоутоваї класифікували як підвид острівного тоутуваї (Petroica multicolor), однак в 1999 році вид був розділений. Petroica boodang, а також Petroica polymorpha і Petroica pusilla були виділені як окремі види. Найближчим родичем червоноволого тоутоваї є червонолобий тоутоваї.
Виділяють три підвиди червоноволого тоутоваї:
- P. b. leggii Sharpe, 1879 (схід Тасманії і острів Фліндерс в Бассовій протоці);
- P. b. campbelli Sharpe, 1898 (південно-західна Австралія);
- P. b. boodang (Lesson, 1837) (південно-східна Австралія).

## Опис
Довжина червоноволого тоутоваї становить 12-13,5 см; вага 12-14 г. Верхня частина тіла в самців чорного кольору, на крилах білі смуги, груди яскраво-червоні, лоб, живіт і гузка білі. Забарвлення самиць менш яскраве. верхня частина тіла в неї коричнева, груди червонуваті або охристі, живіт жовтуватий. молоді птахи забарвленням нагадують самиць; червона пляма на грудях у них відсутня.

## Поширення і екологія
Червоноволий тоутоваї є ендеміком Австралії. Він мешкає в південно-східній Австралії, на Тасманії та на острові Фліндерс в Бассовій протоці. Окрема популяція мешкає на південному узбережжі Західної Австралії. цей вид є осілим на свьому своєму ареалі, однак деякі материкові популяції восени і взимку мігрують вглиб материка, в більш відкриті локації.
Червоноволі тоутоваї мешкають в евкаліптових лісах на висоті до 1000 м над рівнем моря, а також у відкритих місцях. порослих травою і чагарником.

## Раціон
Червоноволий тоутоваї харчується комахами і павуками. Він змінює свою харчову поведінку в залежності від сезону: взимку він частіше шукає комах на землі, а восени і влітку в листі і корі.

## Розмноження
Це територіальний і моногамний вид. І самець, і самка шукають місце для побудови гнізда, однак будує його лише самка. Гніздо будується протягом 4-10 днів. В кладці 1-4 яйця, зазвичай три. Яйця сірого, зеленого або блакитного кольору з коричневими або оливковими плямами. Інкубація триває 14-18 днів. Висиджує яйця лише самиця, а самець шукає здобич.

## Галерея

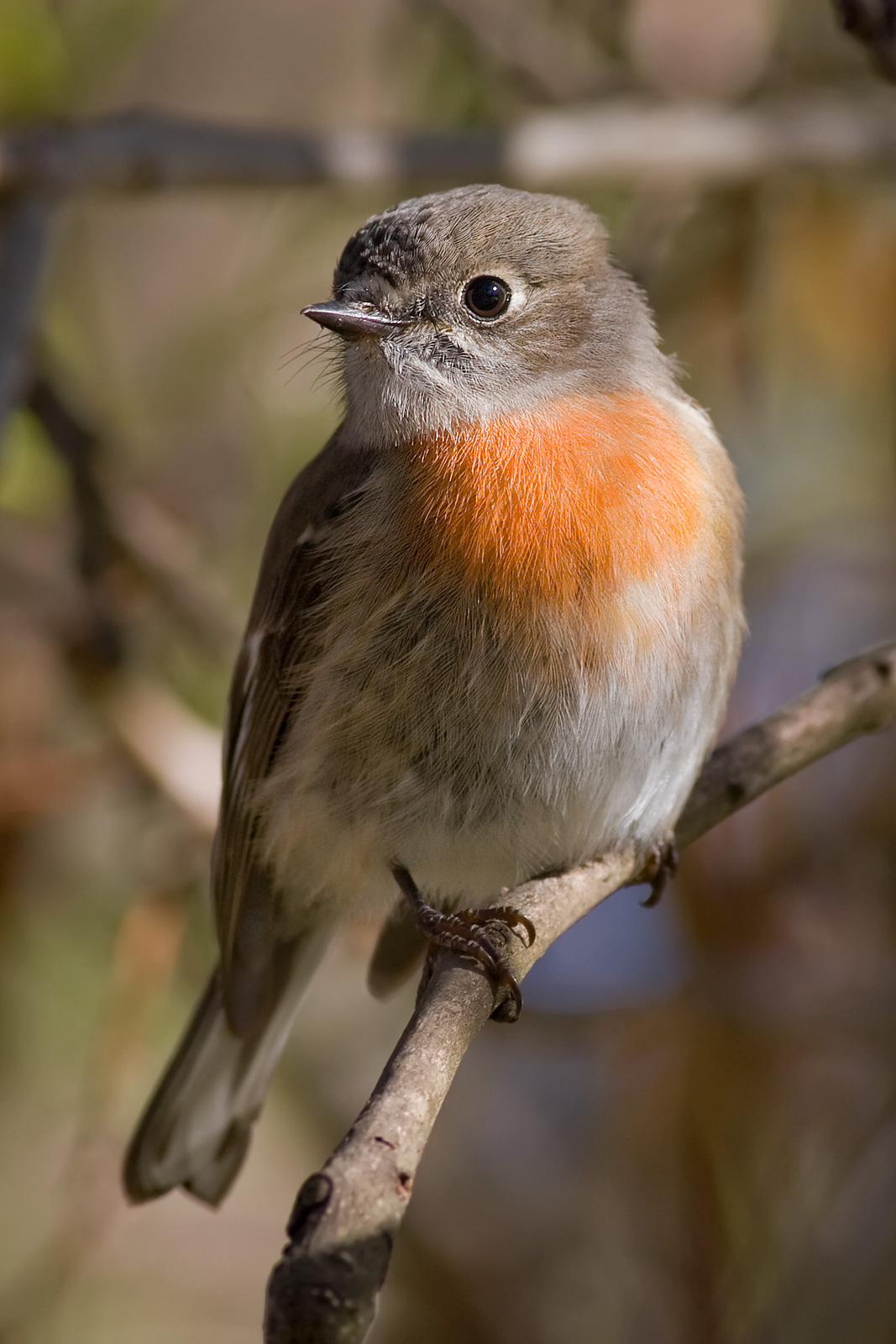
Самиця
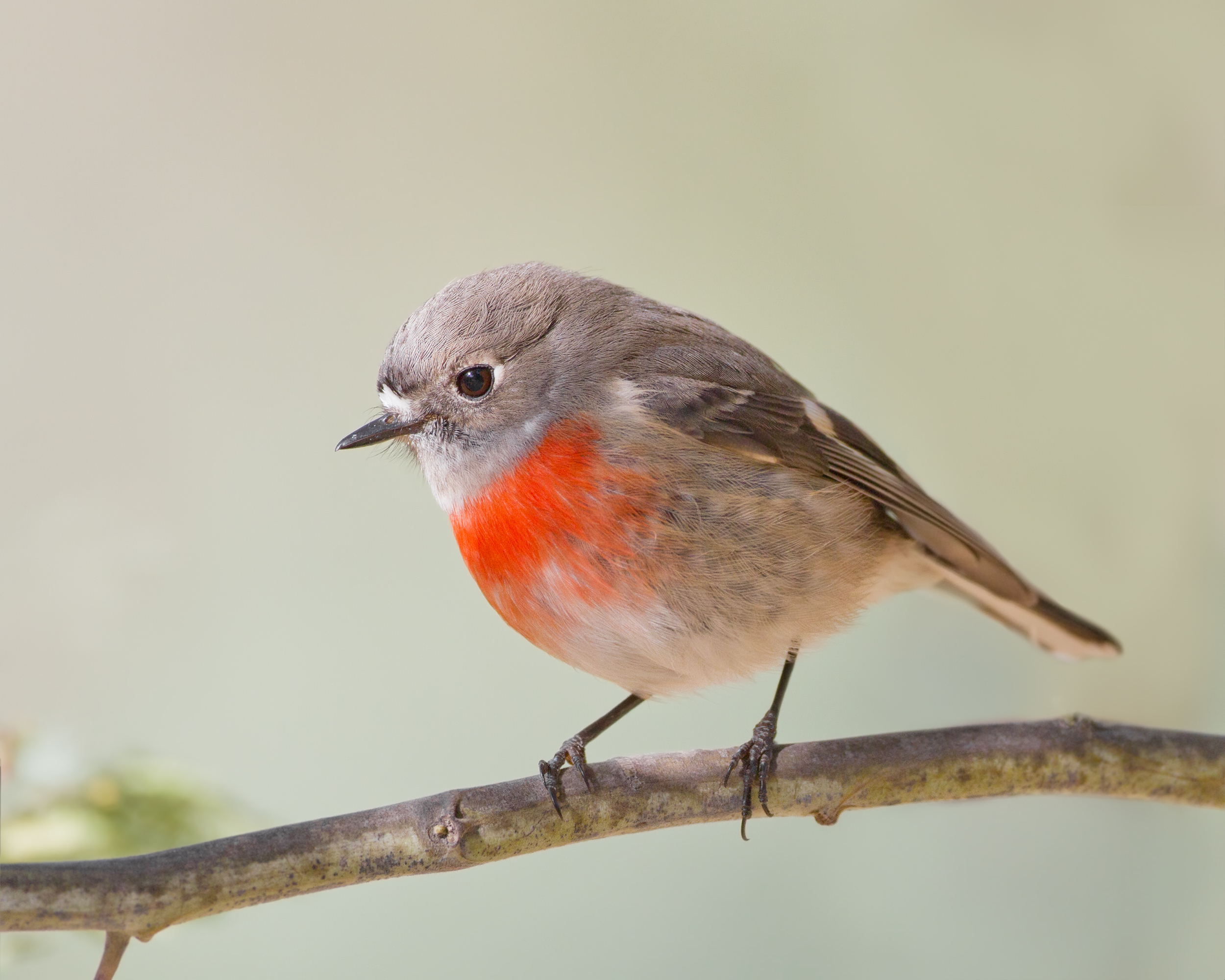
Самиця
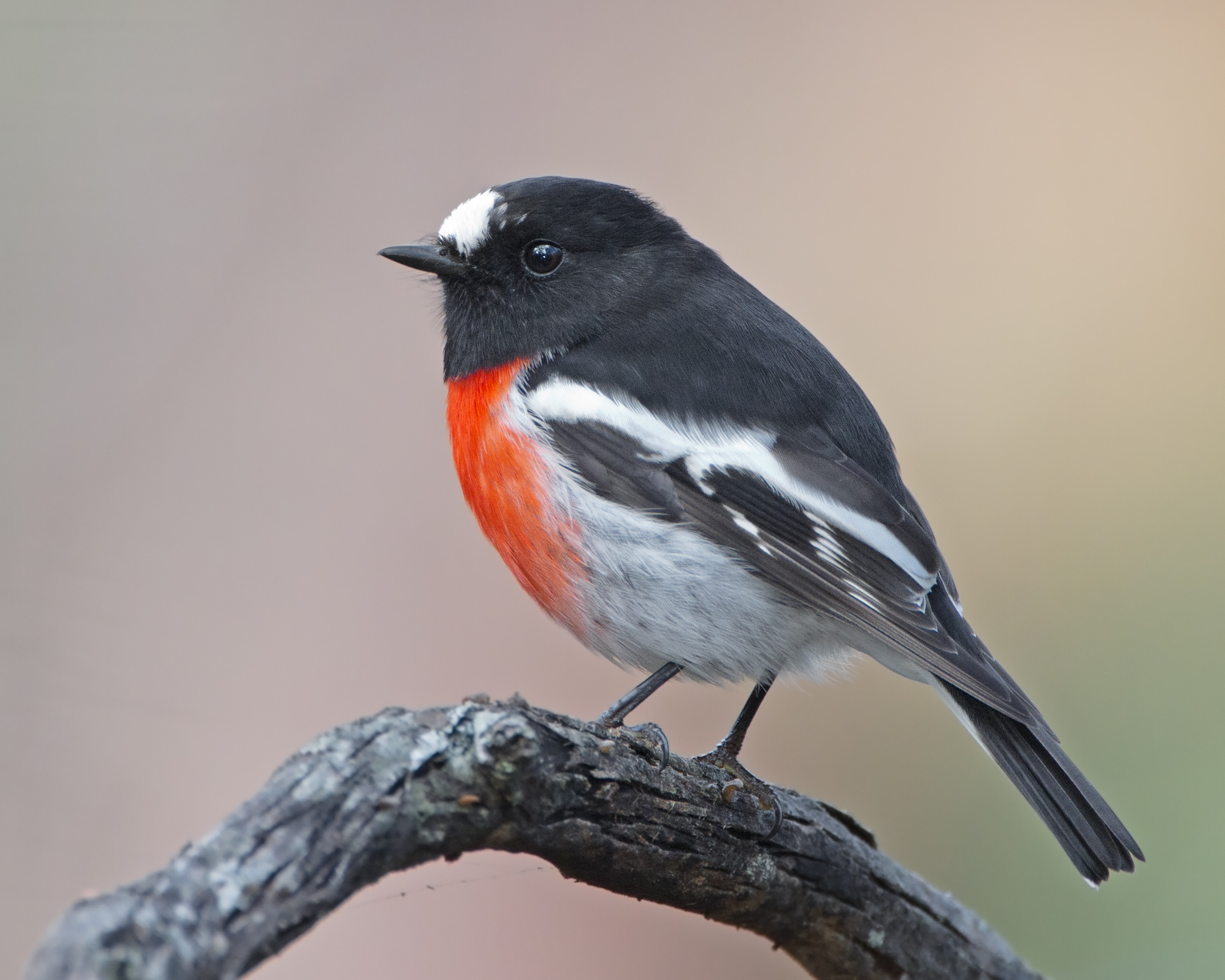
Самець
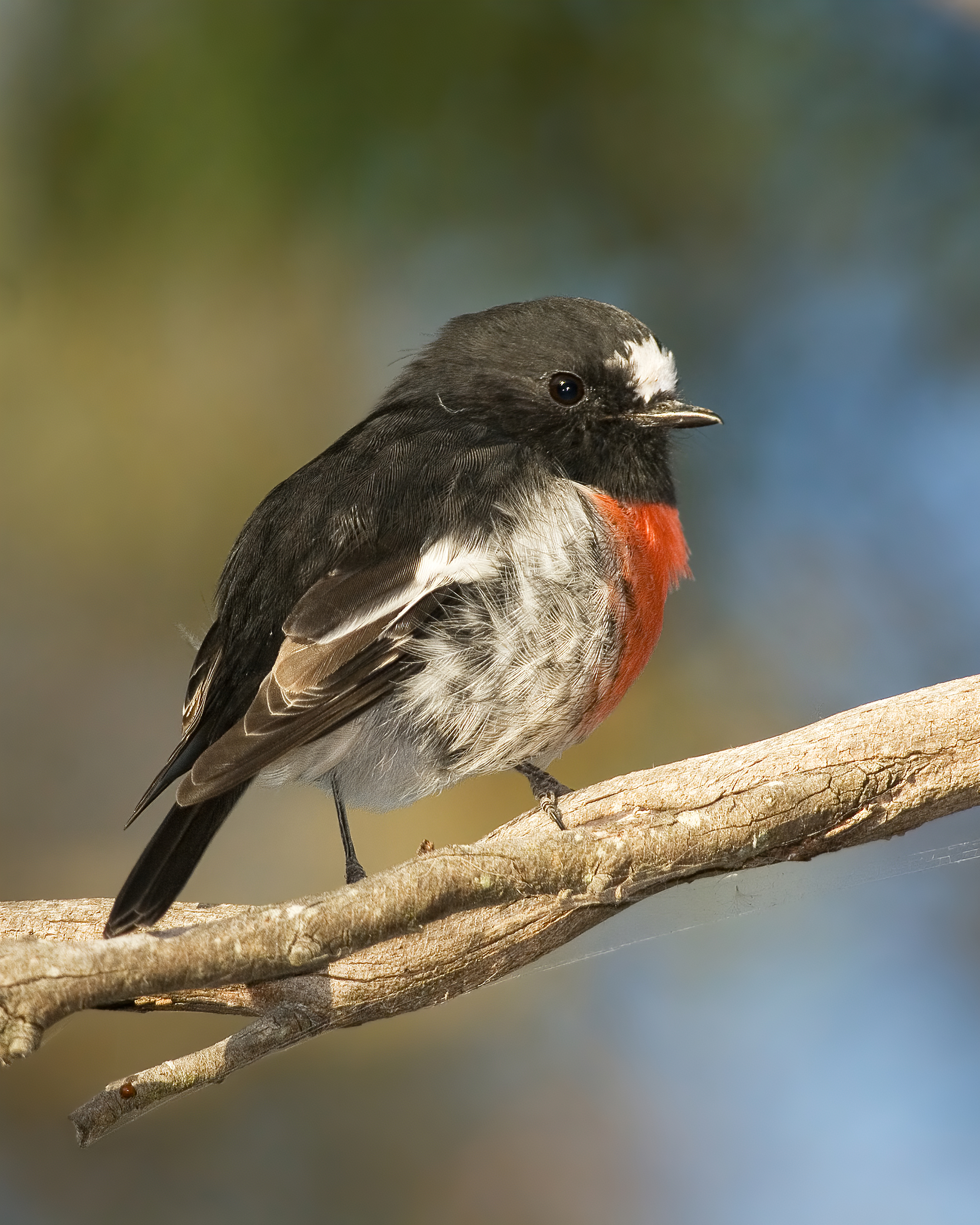
Самець, Тасманія
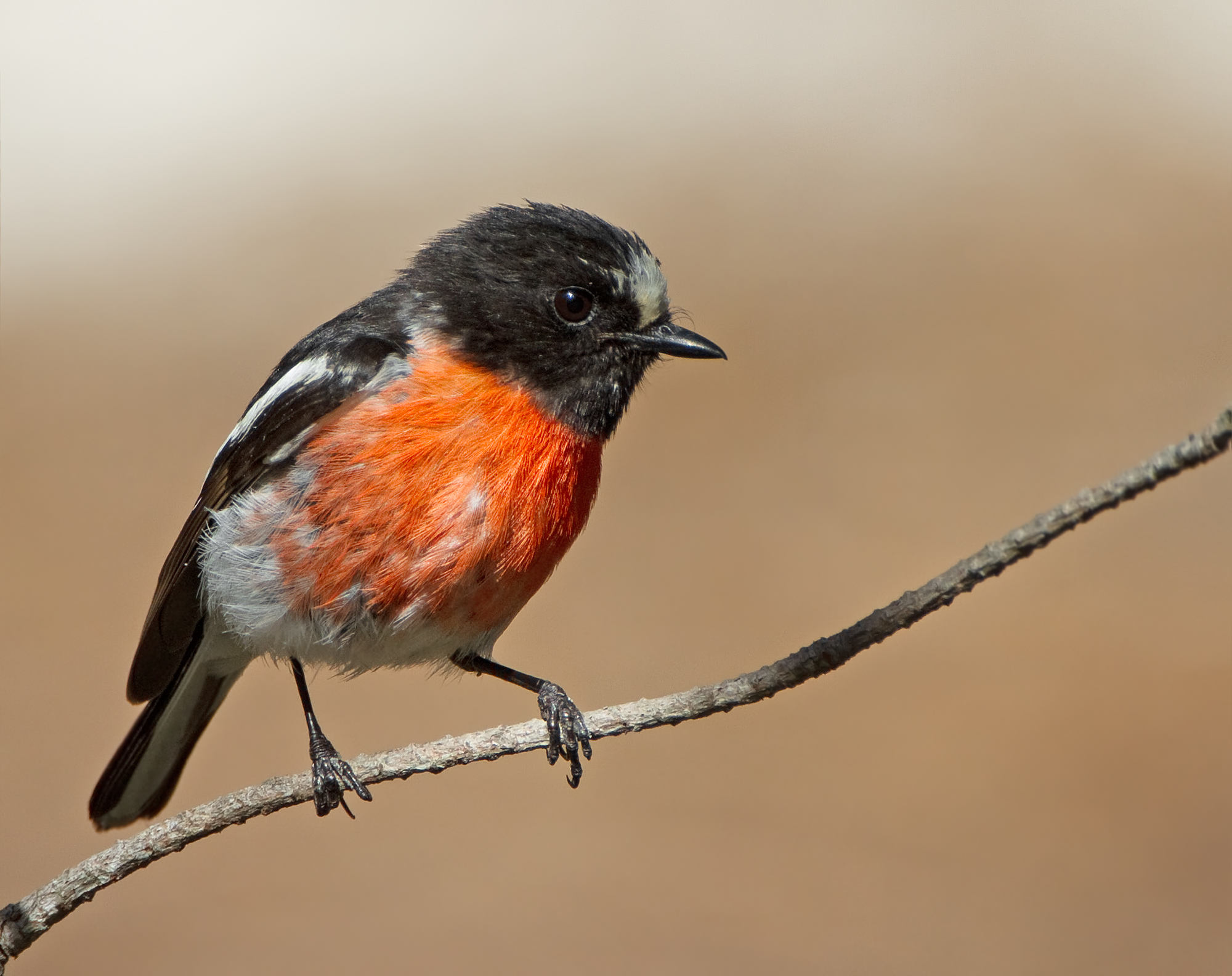
Самець, Тасманія